# مضاد الغدة الدرقية
مضادات الغدة الدرقية هو مضاد هرموني يعمل على هرمونات الغدة الدرقية .
الأدوية الرئيسية المضادة للغدة الدرقية هي كاربيمازول (في المملكة المتحدة) ، ميثيمازول (في الولايات الأمريكية المتحدة) ، و بروبيل ثوراسيل (PTU). أما مضاد الغدة الدرقية الأقل شيوعًا فهو بيركلورات البوتاسيوم.

## داء غريفز
في داء غريفز ، تُعطى الأدوية المضادة للغدة الدرقية لمدة ستة أشهر إلى سنتين للحصول على النتائج المأمولة. وحتى بعد إتمام هذه المدة، قد تعود حالة فرط نشاط الغدة الدرقية من جديد. تشمل الآثار الجانبية للأدوية المضادة للغدة الدرقية انخفاضًا حادًا في مستوى خلايا الدم البيضاء.
في تجربة منضبطة معشاة على علاج غريفز بجرعة واحدة وُجد أن الميثيمازول استطاع ضبط مستوى هرمون الغدة الدرقية بفعالية أكبر من عقار البروبيل ثوراسيل (77.1٪ ممن استخدمو 15 ملغ من الميثيمازول مقابل 19.4٪ ممن استخدمو 150 ملغ من البروبيل ثوراسيل) بعد 12 أسبوعًا.  لكن بشكل عام يعتبر كلا الدواءين متكافئين.
أظهرت إحدى الدراسات عدم وجود اختلاف في استمرار ارتفاع هرمون الغدة الدرقية بعد انسحاب الأدوية المضادة للغدة لدى المرضى الذين تعاطوا هرمون الغدة الدرقية أثناء استخدام الأدوية المضادة لهرمون الغدة الدرقية و المرضى الذين تعاطوا دواء وهمي مع المضادات. ومع ذلك، تم العثور على اثنين من العلامات التي يمكن أن تساعد في التنبؤ باحتمالية عودة المرض. هذان المؤشران هما مستوى مرتفع من الأجسام المضادة لمستقبلات هرمون الغدة الدرقية (TSHR-Ab) والتدخين. تزيد النتيجة الإيجابية للأجسام المضادة في نهاية العلاج بالعقاقير المضادة للغدة الدرقية من خطر عودة المرض إلى 90٪ (الحساسية 39٪ ، النوعية 98٪) ، بينما ترتبط النتيجة السلبية لهذه الأجسام المضادة في نهاية العلاج بالعقاقير المضادة للغدة الدرقية بنسبة تصل إلى 78٪ لعدم عودة المرض من جديد. كما ثبت أن للتدخين تأثير مستقل عن إيجابية أو سلبية الأجسام المضادة. 
حاليًا تجري دراسة المضادات التنافسية لمستقبلات هرمون الغدة الدرقية كعلاج محتمل لمرض غريفز.

## الآثار السلبية
أخطر الآثار الجانبية هو ندرة المحببات (1 في 250 من المرضى، ونسبة أعلى لدى مستخدمي البروبيل ثيوراسيل PTU) ؛ وهو انخفاض حاد في خلايا الدم البيضاء يزول تمامًا عند إيقاف الدواء. يحدث هذا الأثر الجانبي في حوالي 0.2 إلى 0.3٪ من المرضى المعالَجين بأدوية مضادة للغدة الدرقية.  تشمل الآثار الأخرى انخفاض المحببات (التي تعتمد على الجرعة ، وتزول بعد إيقاف الدواء) وفقر الدم اللاتنسجي، وفشل كبدي حاد - عند استخدام البروبيل ثيوراسيل- .  كما يجب على المرضى الذين يتناولون هذه الأدوية مراجعة الطبيب عند الإصابة بالتهاب الحلق أو الحمى.
الآثار الجانبية الأكثر شيوعًا هي الطفح الجلدي والتهاب الأعصاب الطرفية. تعبر هذه الأدوية أيضًا المشيمة وتُفرز في حليب الثدي. يُستخدم اليود المائي لمنع تخليق الهرمونات قبل الجراحة.

## آلية العمل
آليات العمل ليست مفهومة تماما. يعتقد بعض العلماء أن مضادات الغدة الدرقية تمنع إضافة اليود لمركب التيروزيل في الغلوبيولين الدرقي . يُعتقد أن هذه المضادات تثبط تفاعلات الأكسدة المحفزة بإنزيم البيروكسيديز الدرقي عن طريق العمل كركائز لهذا الإنزيم بدلًا من اليود، وبالتالي تثبيط التفاعل مع الحمض الأميني التيروزين. بالإضافة إلى ذلك، قد يقلل بروبيل الثيوراسيل من إزالة اليود من الثيروكسين (تي 4) إلى ثلاثي يود الثيرونين (تي 3) في الأنسجة الطرفية. 

## أنظر أيضا
- هرمونات الغدة الدرقية
- داء غريفز